# 리처드 하트

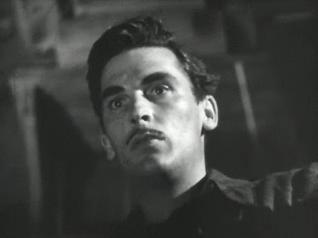

리처드 하트(Richard Hart, 1915년 4월 14일 ~ 1951년 1월 2일)는 미국의 배우, 연극 배우, 텔레비전 배우이다.
프로비던스에서 태어났으며 뉴욕에서 사망하였다. 사인은 심근 경색이다.

## 영화
- 스튜디오 원 (1948년)
- BF의 딸 (1948년)
- 디자이어 미 (1947년) - 진 리노드 역
- 그린 돌핀 스트리트 (1947년)